# Івано Бордон
Івано Бордон (італ. Ivano Bordon, * 13 квітня 1951, Маргера) — колишній італійський футболіст, воротар. По завершенні ігрової кар'єри — футбольний тренер.
Як гравець насамперед відомий виступами за клуб «Інтернаціонале», а також національну збірну Італії.
Дворазовий чемпіон Італії. Триразовий володар Кубка Італії. У складі збірної — чемпіон світу. 

## Клубна кар'єра
Вихованець футбольної школи клубу Juventina Marghera.
У дорослому футболі дебютував 1970 року виступами за команду клубу «Інтернаціонале», в якій провів тринадцять сезонів, взявши участь у 281 матчі чемпіонату.  Більшість часу, проведеного у складі «Інтернаціонале», був основним голкіпером команди. Відзначався надзвичайно високою надійністю, пропускаючи в іграх чемпіонату в середньому менше одного голу за матч. За цей час двічі виборював титул чемпіона Італії, ставав володарем Кубка Італії (також двічі).
Згодом з 1983 по 1987 рік грав у складі команд клубів «Сампдорія» та «Санремезе». Протягом цих років додав до переліку своїх трофеїв ще один титул володаря Кубка Італії.
Завершив професійну ігрову кар'єру у клубі «Брешія», за команду якого виступав протягом 1987—1989 років.

## Виступи за збірну
1978 року уперше вийшов на поле в офіційних матчах у складі національної збірної Італії. Протягом кар'єри у національній команді, яка тривала 7 років, провів у формі головної команди країни 21 матч. У складі збірної був учасником чемпіонату світу 1978 року в Аргентині, чемпіонату Європи 1980 року в Італії, чемпіонату світу 1982 року в Іспанії, здобувши того року титул чемпіона світу.

## Кар'єра тренера
Розпочав тренерську кар'єру, повернувшись до футболу після невеликої перерви, 1993 року як тренер воротарів клубу «Наполі».
В подальшому входив до тренерських штабів клубів «Ювентус» та «Інтернаціонале».
Протягом 2004–2006 років — тренер воротарів національної збірної Італії.

## Титули і досягнення
- Чемпіон Італії (2):

«Інтернаціонале»:  1970–71, 1979–80
- Володар Кубка Італії (3):

«Інтернаціонале»:  1977–78, 1981–82
«Сампдорія»:  1984–85
- Чемпіон світу (1):

1982